# Madonna di Campiglio

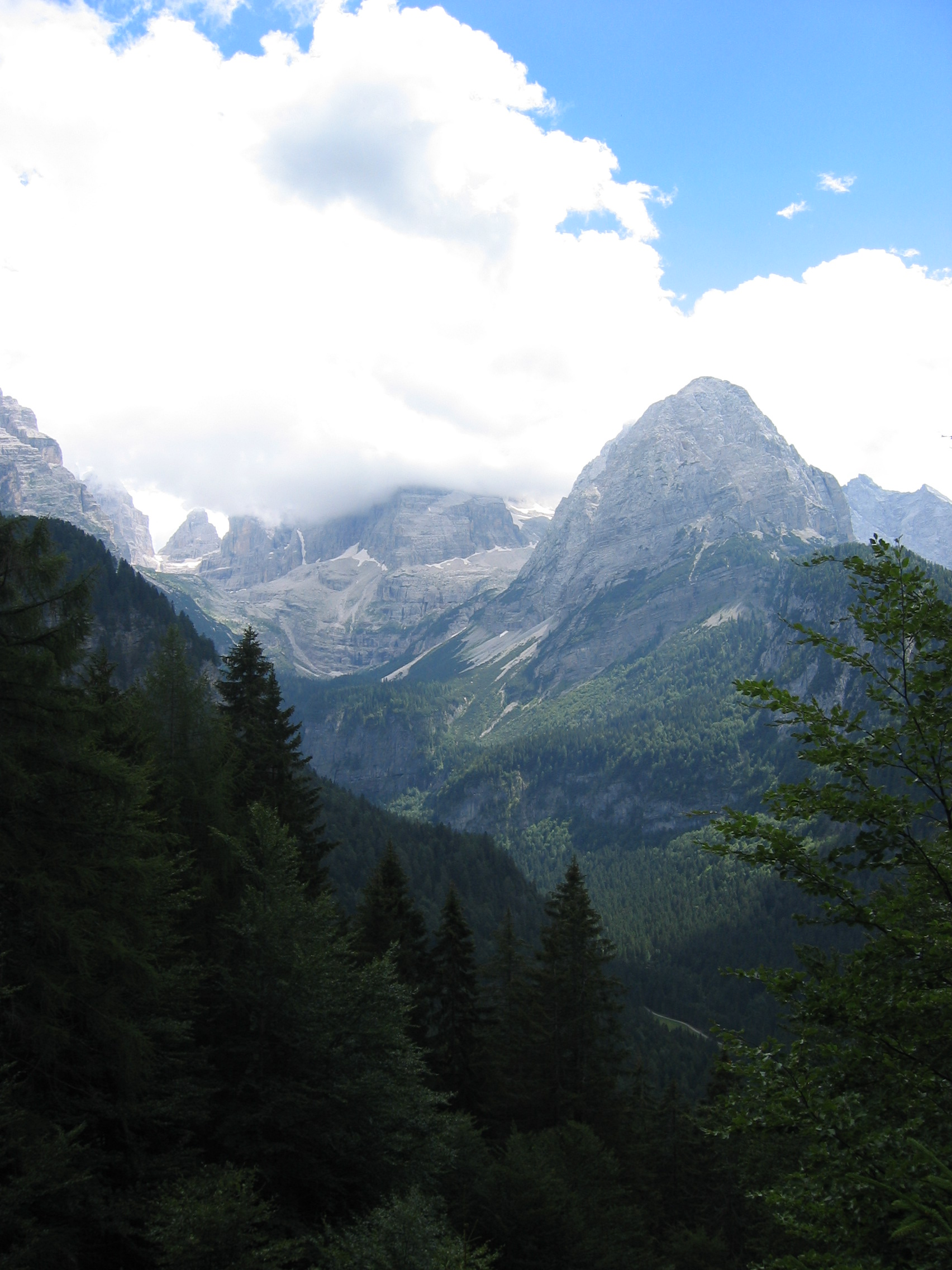
Vista panorámica de los dolomitas en agosto en los alrededores de Madonna di Campiglio.

Madonna di Campiglio es una fracción del municipio de Pinzolo y Ragoli con cerca de 700 habitantes y situada a 1522 m s. n. m. en el alto Val Rendena, a poca distancia de Campo Carlo Magno, entre los Dolomitas de Brenta y el Adamello.
Es un destacado lugar turístico, en verano, pero sobre todo en invierno, disponiendo de numerosos remontes para la práctica del esquí alpino y del snowboard. Es uno de los mayores referentes italianos del esquí. Se puede acceder cómodamente a la localidad a través de la Strada Statale 239 di Campiglio.
Surgió a finales del siglo XIX en el lugar de un antiquísimo refugio para caminantes, su extraordinaria situación natural, en el centro de una risueña cuenca entre el macizo de Brenta y la Pressanella, rodeada por espesos bosques de abetos, hace que Madonna di Campigligio sea actualmente uno de los centros turísticos alpinos más elegantes y mejor equipados de Italia.

## Geografía
El pueblo queda en el Val Rendena a una altitud de 1522 m s. n. m. Hay una pequeña plaza en el centro de la ciudad.

## Eventos
Todos los años, en torno a febrero se celebra la Settimana WROOM, en la que los pilotos de Fórmula 1 de Ferrari se encuentran en la localidad y esquían sobre las pistas o participan en eventos, como el lanzamiento de nuevos vehículos por la Fiat.
La localidad alberga con regularidad carreras de la Copa del Mundo de Esquí Alpino.
Famosa es su pista 3-Tre (el nombre significa «3 gare nel Trentino», tres carreras en el Trentino), en la cual se disputan pruebas de eslalon especial de la Copa del Mundo, y también la pista Spinale direttissima que tiene en la parte final una gran pendiente; se ha dedicado a Michael Schumacher el último tramo de la pista.